# Campeonato Mundial de Halterofilismo de 1913
O 19º Campeonato Mundial de Halterofilismo foi realizado em Breslávia, na Alemanha entre 28 e 29 de julho de 1913. Participaram 40 halterofilistas de 4 nacionalidades filiadas à Federação Internacional de Halterofilismo. 

## Medalhistas
| Evento           | Ouro                           | Prata                       | Bronze                    |
| ---------------- | ------------------------------ | --------------------------- | ------------------------- |
| Pena (60 kg)     | Emil Kliment · Áustria         | Piotr Cherudzinski · Rússia | Georg Vogel · Alemanha    |
| Leve (70 kg)     | Wilhelm Köhler · Alemanha      | Karl Samfaß · Alemanha      | Karl Swoboda · Áustria    |
| Médio (80 kg)    | Leopold Hennermüller · Áustria | Hans Abraham · Alemanha     | Josef Buchegger · Áustria |
| Pesado (+ 80 kg) | Josef Grafl · Áustria          | Berthold Tandler · Áustria  | Jan Krause · Rússia       |

## Quadro de medalhas
| Ordem | País     | Medalha de ouro | Medalha de prata | Medalha de bronze | Total |
| ----- | -------- | --------------- | ---------------- | ----------------- | ----- |
| 1     | Áustria  | 3               | 1                | 2                 | 6     |
| 2     | Alemanha | 1               | 2                | 1                 | 4     |
| 3     | Rússia   | 0               | 1                | 1                 | 2     |
| Total | Total    | 4               | 4                | 4                 | 12    |